# Stomolophus meleagris
La medusa bola de cañón (Stomolophus meleagris) es una especie de la familia Stomolophidae del género Stomolophus  que habita principalmente en la costa noroeste y central-este del Océano Pacífico.

## Hábitat
Se encuentran principalmente en aguas cálidas del océano Pacífico y Atlántico. Se las ve con más frecuencia en verano y otoño, porque se acercan a las costas para reproducirse.